# خاندان تاکاناشی
خاندان تاکاناشی (به ژاپنی: 高梨氏)، یکی از خاندان‌های ژاپنی در ولایت شینانو بود.